# 2. Armee (Russisches Kaiserreich)
Die 2. Armee des Russischen Kaiserreichs war eine Armee, die während des Ersten Weltkrieges 1914–1918 an der Ostfront eingesetzt wurde.

## Geschichte

### 1914
Die 2. Armee unter General Alexander Samsonow wurde im Juli 1914 nach dem Eintritt Russlands in den Ersten Weltkrieg mobilisiert, als Generalstabschef fungierte Generalmajor Postowski. Vom 17. August bis zum 14. September 1914 versuchte die am Narew vorgehende 2. Armee als Teil der Nordwestfront (General Jakow Schilinski) zusammen mit der 1. Armee und der später aufmarschierenden 10. Armee der Kaiserlich Russischen Armee vergeblich, die deutsche Provinz Ostpreußen unter ihre Kontrolle zu bringen. Die 2. Armee drang auf etwa 60 Kilometer Breite zwischen Soldau – Neidenburg – Ortelsburg über die südliche Grenze Ostpreußen vor. Die 2. Armee zählte 10½ Infanterie- und 3 Kavallerie-Divisionen (166 Bataillone und 141 Schwadronen) mit etwa 191.000 Mann und verfügte über 612 Geschütze.
- XV. Armeekorps unter General der Infanterie Martos (6. und 8. Division)
- XXIII. Armeekorps unter General der Infanterie Kondratowitsch (2. Division und 3. Garde-Division)
- I. Armeekorps unter General der Infanterie Artamonow (22. und 24. Division)
- XIII. Armeekorps unter Generalleutnant Klujew (1. und 36. Division)
- VI. Armeekorps unter General der Infanterie Blagoweschtschenski (4. und 16. Division)
- 4., 6. und 15. Kavallerie-Division

Seit 22. August zog sich das deutsche XX. Armee-Korps vor der Übermacht des russischen XIII. und XV. Korps über die Linie Usdau-Neidenburg nach Nordwesten zurück. Am Abend des 23. August kam es zwischen Lahna und Orlau zu ersten Gefechten.
Am 26. August 1914 begann die Schlacht von Tannenberg, welche zur fast vollständigen Einkesselung der 2. Armee durch die deutsche 8. Armee unter General von Hindenburg führte. General Samsonow hatte das weitere Vorgehen seiner Mitte – XV. und XXIII. Korps – in Richtung auf Neidenburg angeordnet. Das I. Korps deckte die eigene linke Flanke bei Mława und blieb anfangs an der Grenze stehen. Das XIII. Korps schwenkte nach Allenstein ein und besetzte diese Stadt kampflos. Gegen die weichenden deutschen Truppen sollte das VI. Korps über Passenheim weiter auf Bischofsburg vorgehen. Die vorgehenden Truppen Blagoweschtschenskis wurden überraschenderweise von Norden her selbst durch zwei deutsche Korps (I. Res.-K. und XVII. A.K) angegriffen und zurückgeworfen. Am 28. August brach ein von Westen her durch das deutsche I. A.K. angesetzter Angriff nach Osten durch. Die russische 2. Armee, die eigentlich den angenommenen Rückzug der Deutschen abschneiden sollte, war dadurch selbst eingeschlossen worden. Kleinere Einheiten versuchten zwar spontan den Ausbruch, so dass 10.000 Mann durch die dünne Linie der deutschen Kräfte entkommen konnten. Das Gros der 2. Armee kapitulierte am 30. August desorganisiert und demoralisiert mit etwa 92.000 Gefangenen, General Samsonow beging in dieser verzweifelten Lage Selbstmord.
Mitte September begann im Raum Pultusk die Neuaufstellung der 2. Armee, die Anfang Oktober auch den Befehl über den Festungsbereich von Warschau erhielt. Der russische Oberkommandierende Nikolai Nikolajewitsch schlug sein Hauptquartier in Brest-Litowsk auf und übernahm während der Schlacht an der Weichsel die Führung an der russischen Westfront. Die Verteidigung im Raum Warschau und nördlich der Weichsel bis Nowo-Georgiewsk übernahm die 2. Armee unter General Sergei Michailowitsch Scheideman. Gegenüber der südlichen Grenze Ostpreußens verblieb die Gruppe Narew unter General Nikolai Bobyr, die wiederum Mitte Oktober 1914 durch die aus Litauen herangeführte 1. Armee unter General von Rennenkampff abgelöst wurde. Die 2. Armee wurde zur Verteidigung von Warschau erheblich aufgestockt und verfügte schließlich Mitte Oktober 1914 über sieben Korps:
- I. Korps unter Generalleutnant Duschkewitsch (22. und 24. Division) und das
- I. Sibirisches Korps unter General der Kavallerie Pleschkow.

Am 3. Oktober folgten Abgaben von der 1. Armee:
- II. Korps unter General der Infanterie Tschurin (26. und 43. Division)
- XXIII. Korps unter Generalleutnant Danilow (3. Garde-Division, eine Brigade der 2. Division, 1. Schützen-Brigade)

Bis 10. Oktober verstärkt durch Abgaben von der 10. Armee:
- II. Sibirisches Korps unter General der Infanterie Sytschewski
- IV. Korps unter General der Artillerie Alijew (30. und 40. Division)
- VI. Sibirisches Korps unter General der Infanterie Wasilijew (13. und 14. sibirische Schützendivision)

Bis 30. Oktober wurden die Deutschen durch Gegenangriffe auf Schlesien zurückgeworfen.
In der Schlacht um Łódź spielten die 2. und 5. Armee ab 20. November 1914 die zentrale Rolle bei der Verteidigung der durch die deutsche 9. Armee umfassten Industriestadt. Das Aushalten des General Scheideman in Lodz erzwang den Rückzug des bereits abgeschnittenen deutschen XXV. Reserve-Korps, das seinen Ausbruch nur wegen des unzureichenden Eingreifens der nördlicher anschließenden russischen 1. Armee erreichen konnte. Erfolge der Österreicher in Galizien zwangen die russische Heeresleitung zur Abgabe von Truppen, deswegen wurde die weit westlich exponierte Stellung in Russisch-Polen aufgegeben. Die 2. Armee gab am 6. Dezember Lodz freiwillig auf und ging Ende Dezember 1914 mit der nördlicher stehenden 1. Armee hinter die Bzura zurück, um in den Stellungskrieg überzugehen.

### 1915
Infolge der deutschen Narew-Offensive im Juli 1915 wurde die Lage der 2. Armee im Rücken bedroht. Am 5. August 1915 wurde Warschau der deutschen 9. Armee überlassen, der Große Rückzug brachte die 2. Armee in neue Abwehrstellungen im litauischen Seengebiet im Raum Smorgon.

### 1916
Für die Frühjahr-Offensive 1916 zwischen Narotsch und Postawy wurde die 2. Armee auf 350.000 Mann aufgestockt und wurde für den Angriff in drei Angriffsgruppen gegliedert.
Der mit dem Druck aus dem Hauptquartier überforderte General Smirnow meldete sich rechtzeitig vor der Offensive krank, am 11. März wurde General Alexander Ragosa mit der obersten Führung des Angriffs betraut. Zwecks besserer Operationsführung wurden der 2. Armee auch die Masse der 5. Armee (General Wassili Gurko) unterstellt, so das etwa 350.000 Mann in drei Angriffsgruppen an der Offensive beteiligt waren:
Zwecks besserer Operationsführung wurde der 2. Armee auch die Masse der 5. Armee (General Wassili Gurko) unterstellt, so dass etwa 350.000 Mann in drei Angriffsgruppen an der Offensive beteiligt waren:
Nördliche Armeegruppe Pleschkow (Teile der 5. Armee), angesetzt zwischen Tweretsch und Postawy:
- 1. Sibirisches Korps unter General Michail Pleschkow mit der 1. und 2. sibirischen Division
- I. Korps unter General Alexander Duschkewitsch mit der 22. und 59. Division
- XXVII. Korps unter General Dmitri Balanin mit der 45. und 76. Division
- 3. Kaukasisches Korps unter General der Artillerie Wladimir Irmanow mit der 21. und 52. Division
- 7. Kavalleriekorps unter General Georgi Tumanow mit der 6. und 8. Kavalleriedivision

Mittlere Armeegruppe Sirelius zwischen Postawy und dem Narotsch-See:
- 4. Sibirisches Korps unter General Leonid-Otto Sirelius mit der 9. und 10. sibirischen Division
- XXXIV. Korps unter General Ferdinand Wewel mit der 56. und 104. Division

Südliche Armeegruppe Balujew südlich des Narotsch-See bis nördlich Smorgon:
- V. Korps unter General Pjotr Balujew mit der 7. und 10. Division
- 3. Sibirisches Korps unter General Wladimir Trofimow mit der sibirischen 7. und 8. Division
- XV. Korps unter Generalleutnant Fedor Torklus mit der 6. und 8. Division
- XXXVI. Korps unter Generalleutnant Nikolaj Korotkewitsch mit der 25. und 68. Division
- Reserve: XXXV. Korps unter Generalleutnant Pawel Parchewski mit der 55. und 67. Division

Die russischen Angriffe wurden in der Schlacht am Narotschsee von der deutschen 10. Armee im März 1916 erfolgreich abgewiesen. Die 2. Armee erlitt durch ihre Massenstürme im offenen Gelände schwere Verluste.

## Kommandeure
- Alexander Wassiljewitsch Samsonow (19. Juli – 30. August 1914)
- Sergei Michailowitsch Scheideman (Mitte September 1914 – 5. Dezember 1914)
- Wladimir Wassiljewitsch Smirnow (5. Dezember 1914 – 8. April 1917)
- Antoni Andrejewitsch Weselowski (8. April 1917 – 12. Juli 1917)
- Nikolai Alexandrowitsch Danilow (12. Juli 1917 – 7. August 1917)
- Pjotr Dmitrijewitsch Teleschnikow (6. August 1917 – 22. August 1917)
- Nikolai Alexandrowitsch Danilow (22. August 1917 – 22. November 1917)
- Alexei Konstantinowitsch Baiow (20. November 1917 – 24. Dezember 1917)
- unbekannt (21. Dezember 1917 – unbekannt)